# Nycteola siculana
Nycteola siculana é uma espécie de insetos lepidópteros, mais especificamente de traças, pertencente à família Nolidae.
A autoridade científica da espécie é Fuchs, tendo sido descrita no ano de 1899.
Trata-se de uma espécie presente no território português.